# قتل هایده حسن‌زاده
هایده حسن‌زاده (۱۳۸۶ – خرداد ۱۴۰۲) دختر نوجوان ایرانی اهل شهر ربط واقع در سردشت بود که توسط پدرش به علت دیر آمدن به خانه به قتل رسید. برخی از منابع می‌گویند که این دختر به صورت زنده به سد انداخته‌شده و برخی دیگر می‌گویند بعد از قتل او را به سد انداخته‌اند.

## شرح ماجرا
هایده حسن‌زاده از خرداد ماه سال ۱۴۰۲ به یکباره ناپدید شده بود؛ خانواده وی پیشتر برای پنهان‌کاری دربارهٔ قتل او، مدعی فرار دخترشان از خانه و خروج او از ایران شده دند.

## پیدا شدن جسد
در ۲۷ شهریور و بعد از گذشت ۴ ماه، جسد هایده حسن‌زاده داخل سد سردشت حین تخلیه آب توسط یکی شهروندان پیدا شد. جسد این دختر در حالتی پیدا شد که یک بلوک سیمانی به پاهایش متصل بوده و دست، چشم و دهانش با چسب بسته شده بود.

## بازداشت خانواده
پس از گزارش کاشفان جسد به پلیس، تحقیقات در این‌زمینه آغاز شد. با شناسایی هویت وی مشخص شد این جسد دختر ۱۶ ساله‌ای به نام هایده حسن‌زاده است که خانواده او پیشتر مدعی فرار او بودند. کارآگاهان پلیس پس از مشکوک شدن به پرونده، به پدر هایده ظنین شدند و وی را تحت بازجویی قرار دادند. پدر هایده به قتل دخترش اعتراف کرد و گفت:
دخترم به حرف‌های من توجهی نمی‌کرد و تا دیروقت بیرون از خانه می‌ماند؛ من هم خفه‌اش کردم!
به گزارش «سازمان حقوق بشری هه‌نگاو»، پس از اعتراف پدر هایده به قتل دخترش، همراه با دو دختر دیگرش بازداشت شدند.